# 파면 (징계)
파면(罷免, 영어: expulsion)은 국가별 관료, 공무원 징계의 하나로, 해임보다 높은 징계이다. 일반 기업에서도 비슷한 경우가 발생할 수 있다. 대한민국 공무원의 경우 국가에서 적립한 퇴직금과 연금이 지급되지 않으며, 기업의 경우도 퇴직금을 못받는다는 점에서 해임보다 무거운 처분이다. 의원면직 외에 어떤 형벌에 의한 당연퇴직, 헌법재판소의 심판에 의한 탄핵을 당한 경우에도 파면과 동일 취급한다(대한민국 헌법, 국가공무원법 등).

## 헌법재판관
대한민국 대통령은 헌법과 법률이 정하는 바에 의하여 공무원을 임면한다(헌법78조). 헌법재판소는 법관의 자격을 가진 9인의 재판관으로 구성하며, 재판관은 대통령이 임명한다(법111조2항). 헌법재판소 재판관은 탄핵 또는 금고 이상의 형의 선고에 의하지 아니하고는 파면되지 아니한다(법112조3항).
대한민국 헌법재판소법은 해임에 대해서도 헌법과 같은 기준을 채택하고 있다.

## 법관
각 국가의 대법원장과 대법관은 대통령, 해당 국가원수가 임명하지만, 일반 법관은 대법원장이 임명한다(법104조). 법관은 탄핵 또는 금고 이상의 형의 선고에 의하지 아니하고는 파면되지 아니하며, 징계처분에 의하지 아니하고는 정직·감봉 기타 불리한 처분을 받지 아니한다(법106조1항). 일반법관은 법관징계법에 따라 징계처분이 가능하다.
대법원장, 대법관 모두 국회 동의를 받아 대통령이 임명하지만 해임 권한은 없다. 이는 삼권분립에 따른 것이다. 헌법 제78조에 대통령은 헌법과 법률이 정하는 바에 의하여 공무원을 임면한다고 서술되어 있고 그외 대법원장, 대법관, 감사원장, 헌법재판소장, 헌법재판관은 임명만 가능하다. 임면권과 임명권은 엄연히 다르다.

대법원장, 대법관, 헌법재판소장, 헌법재판관을 해임하거나 징계할 수 없으며 탄핵만 가능하다.

## 같이 보기
- 징계
- 해임
- 면직